# Галушина, Римма Фёдоровна
Римма Фёдоровна Галушина (в девичестве Беляева; род. 30 мая 1963, Нарьян-Мар) — российский педагог и политик, член Совета Федерации (со 2 октября 2018 по 7 ноября 2023 года).
Из-за поддержки нарушения территориальной целостности Украины во время российско-украинской войны находится под персональными международными санкциями Евросоюза, США, Великобритании и ряда других стран.

## Биография
Окончила Ленинградский государственный педагогический институт имени А. И. Герцена, затем преподавала в начальных классах школы посёлка Искателей. В 2003 году заняла должность заместителя директора по учебно-воспитательной работе, в 2005 году назначена директором Ненецкой школы-интерната, в 2009 году возглавила Управление образования и молодёжной политики Ненецкого автономного округа, также руководила органом опеки и попечительства.
В 2005 году выставила свою кандидатуру в Искательском одномандатном округе № 1 на выборах в Собрание депутатов НАО 25-го созыва в качестве независимого кандидата.
В 2015 году депутаты Окружного собрания проголосовали за утверждение Риммы Галушиной в должности уполномоченного по правам ребёнка в НАО на пятилетний срок полномочий (в тот период она являлась помощником члена Совета Федерации от НАО Вадима Тюльпанова и секретарём первичного отделения партии «Единая Россия» «Южное» в Нарьян-Маре).
1 октября 2018 года Собрание депутатов НАО большинством 14 голосов «за» при трёх воздержавшихся избрало Галушину представителем законодательного органа государственной власти Ненецкого автономного округа в Совете Федерации (ранее она была избрана окружным депутатом и в этой связи 27 сентября 2018 года сложила с себя полномочия детского омбудсмена).

### Деятельность
Римма Галушина поддержала пенсионную реформу, предполагающую повышение пенсионного возраста в России.
14 мая 2020 года Римма Галушина поддержала идею объединения Архангельской области и Ненецкого автономного округа.
Начат открытый диалог о создании новой территории, которая может стать передовым мегасубъектом России

## Награды
- Медаль ордена «За заслуги перед Отечеством» II степени (6 июня 2023) — за вклад в развитие парламентаризма, активную законотворческую деятельность и многолетнюю добросовестную работу[11]